# Anserma
Ne doit pas être confondu avec Anserma (langue).
Anserma est une municipalité située dans le département de Caldas, en Colombie.

## Démographie
Selon les données récoltées par le DANE lors du recensement de la population colombienne en 2005, Anserma compte une population de 33 674 habitants. En 2018, le DANE en recense 36 149.

## Liste des maires
- 2020 - 2023 : John Alejandro Londoño